# René Olry
René Olry (ur. 1880, zm. 1944) – francuski generał, komandor Armii Alpejskiej (Armii Alp, Armée des Alpes) podczas bitwy o Francję (1939–1940). Oddziały Armii Alpejskiej pod jego dowództwem skutecznie powstrzymały inwazję włoską mimo trzykrotnej przewagi włoskiej i skapitulowały dopiero na skutek przełamania frontu północnego przez oddziały niemieckie.